# هتل دل کورونادو
۳۲°۴۰′۵۱″شمالی ۱۱۷°۱۰′۴۲″غربی / ۳۲٫۶۸۰۹°شمالی ۱۱۷٫۱۷۸۴°غربی
هتل دل کورونادو (به انگلیسی: Hotel del Coronado) یک هتل ساحلی تاریخی در شهر کورونادو، درست در مقابل خلیج سن دیگو، در شهر سن دیگو، کالیفرنیا است. یک نمونه نادر باقیمانده از ژانر معماری آمریکایی-استراحتگاه ساحلی چوبی به سبک ویکتوریایی می‌باشد این بنا در سال ۱۹۷۰ به عنوان یک نقطه عطف تاریخی کالیفرنیا و به عنوان بنای تاریخی ملی در سال ۱۹۷۷ تعیین شد. این دومین سازه چوبی بزرگ پس از موزه هوایی تیلاموک در ایالات متحده است.
هنگامی که این هتل در سال ۱۸۸۸ افتتاح شد، بزرگ‌ترین هتل تفریحی در جهان بود. میزبان روسای جمهور، افراد سلطنتی و افراد مشهور بوده است و در فیلم‌ها و کتاب‌های متعددی به نمایش درآمده است.

## نگارخانه

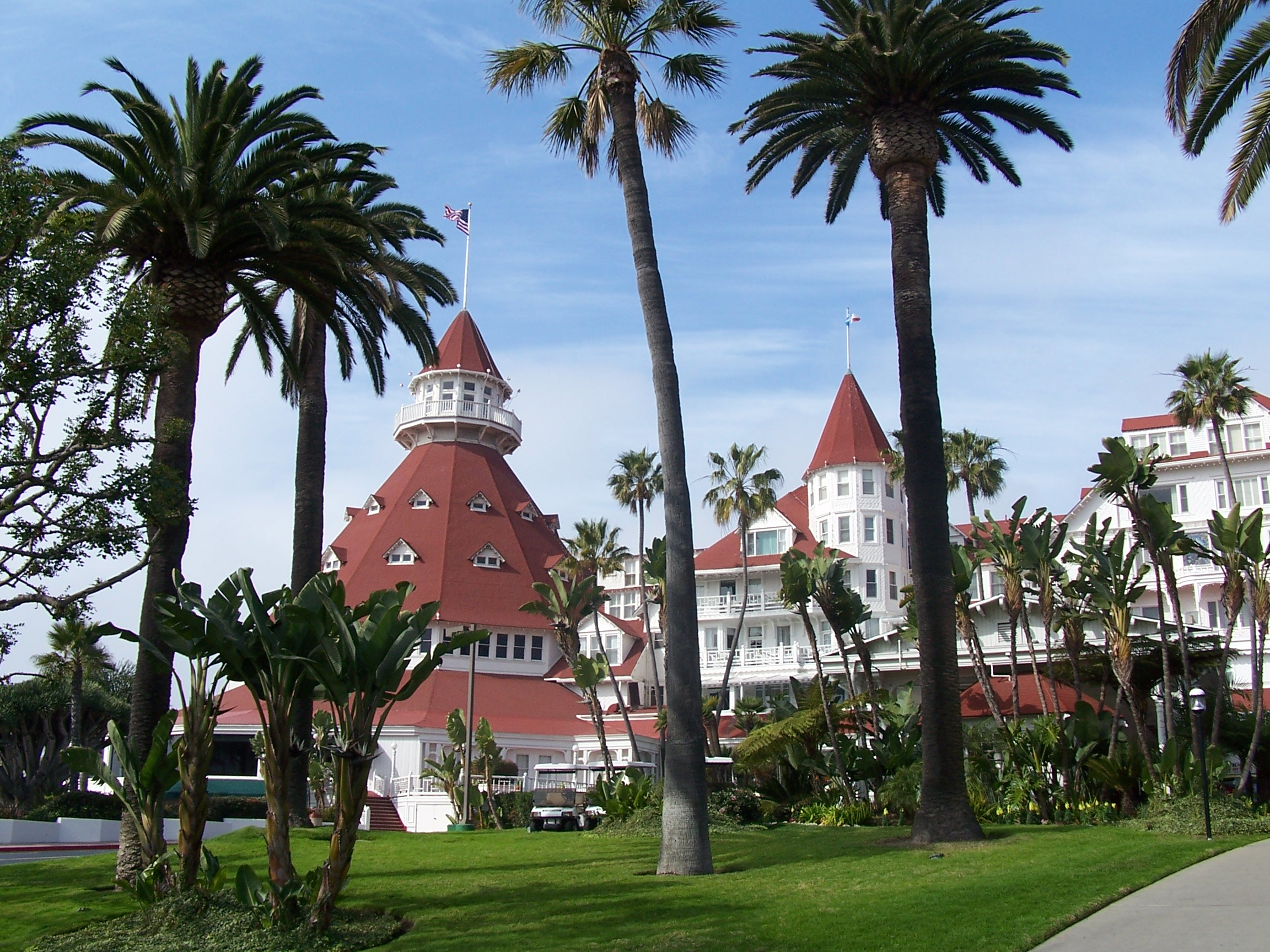
روبروی هتل دل کورونادو
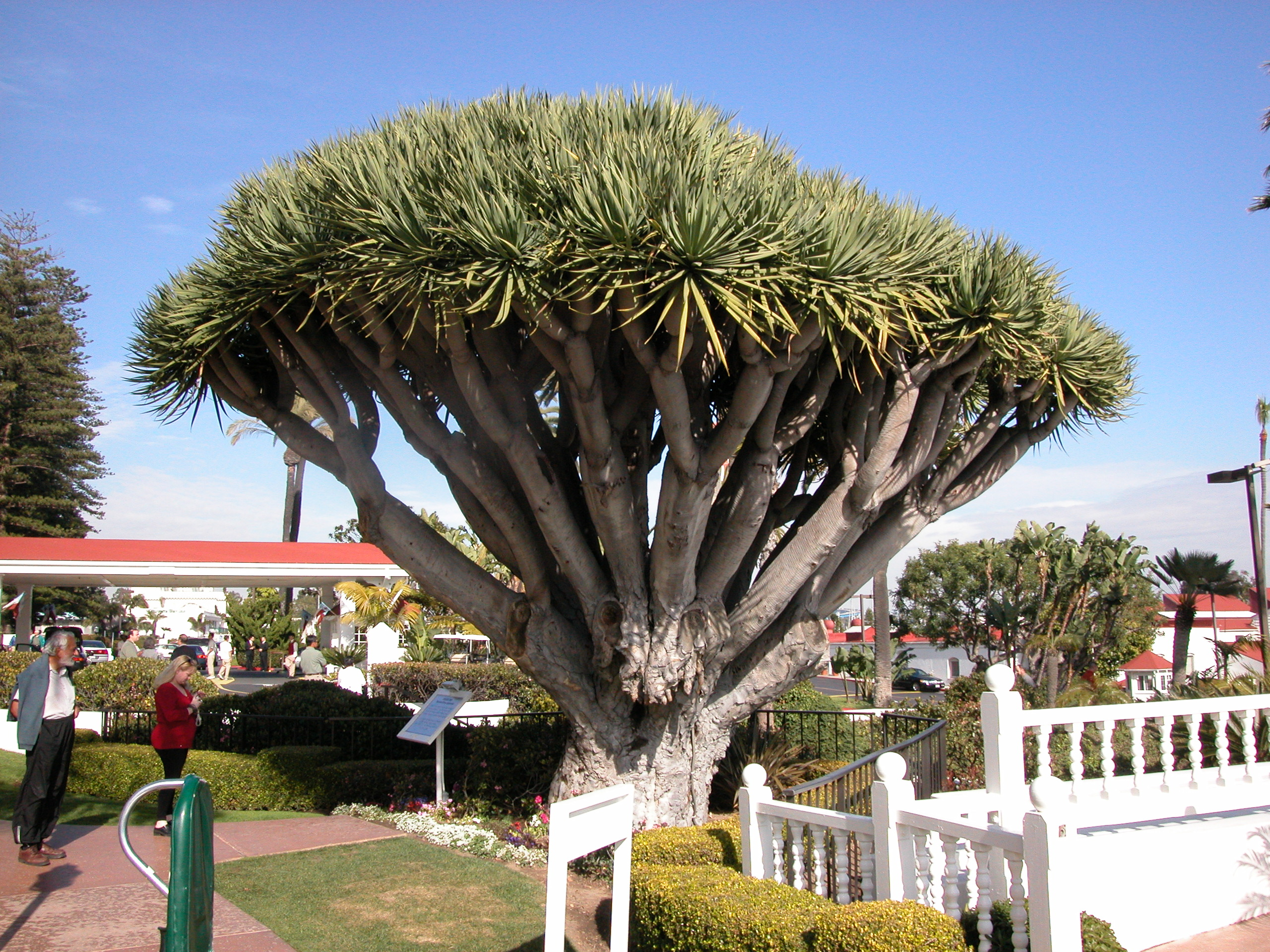
درخت اژدها واقع در هتل دل کورونادو
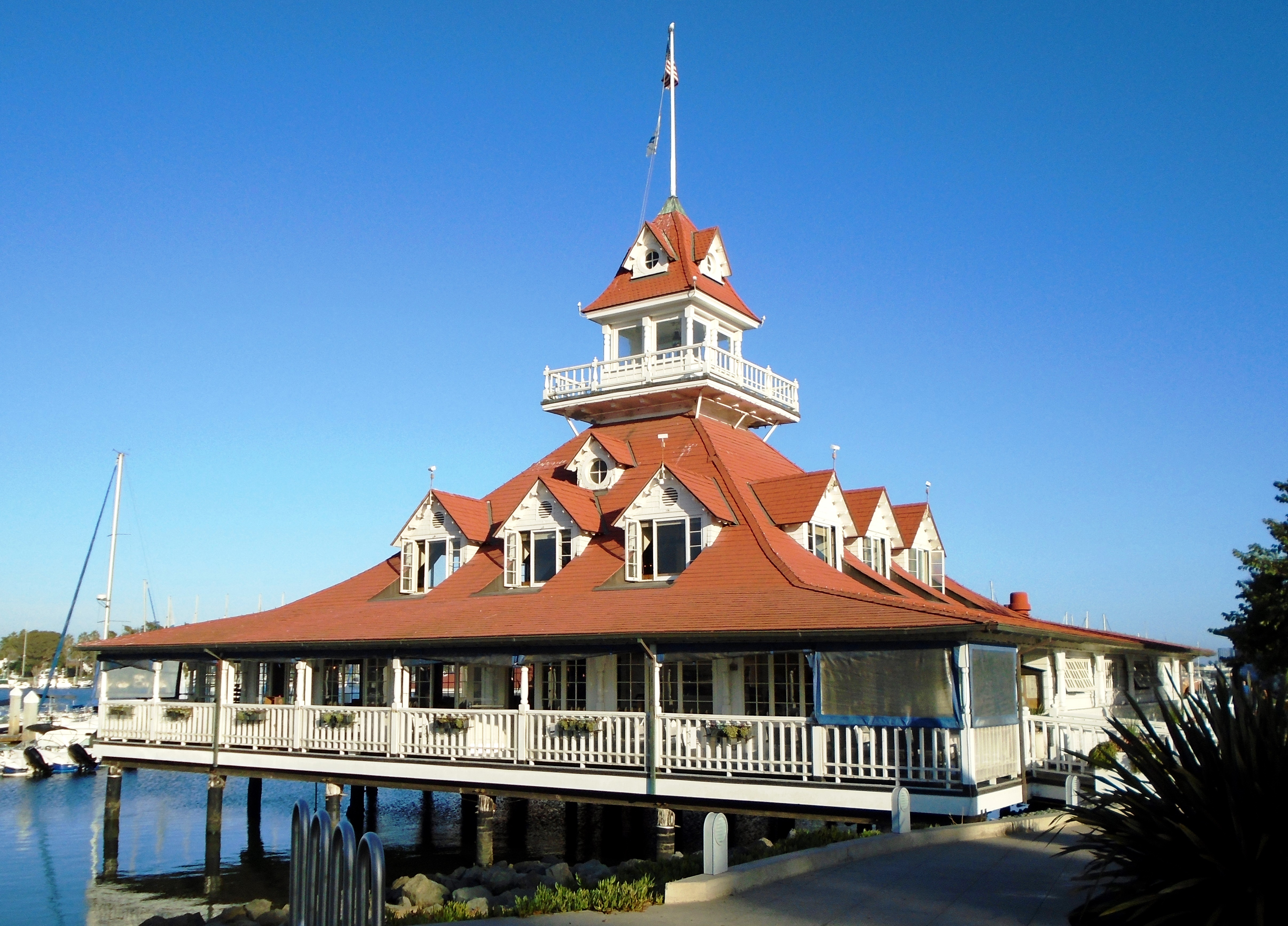
قایق‌خانه سابق هتل در خلیج گلوریتا که اکنون یک رستوران است
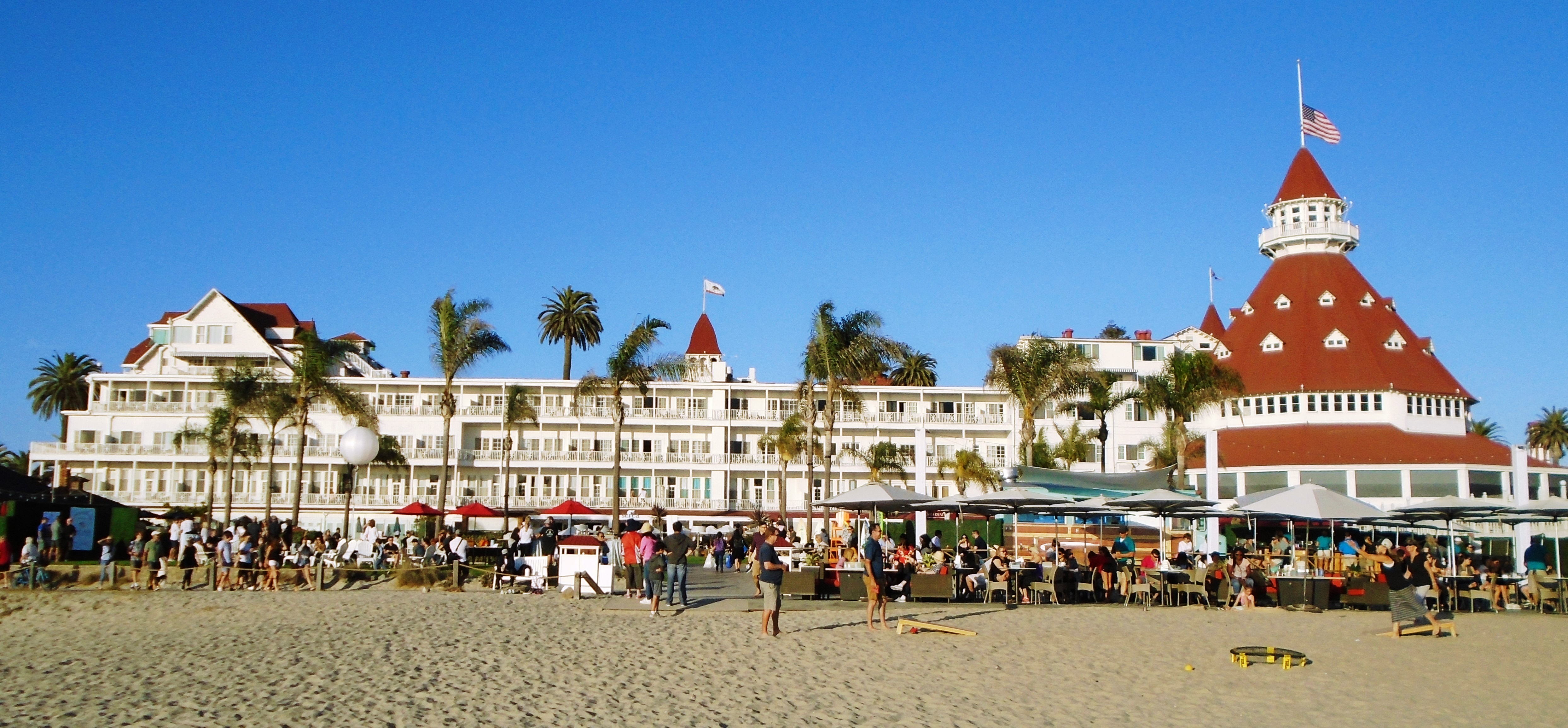
نمایی از ساحل کرونادو از ساختمان اصلی
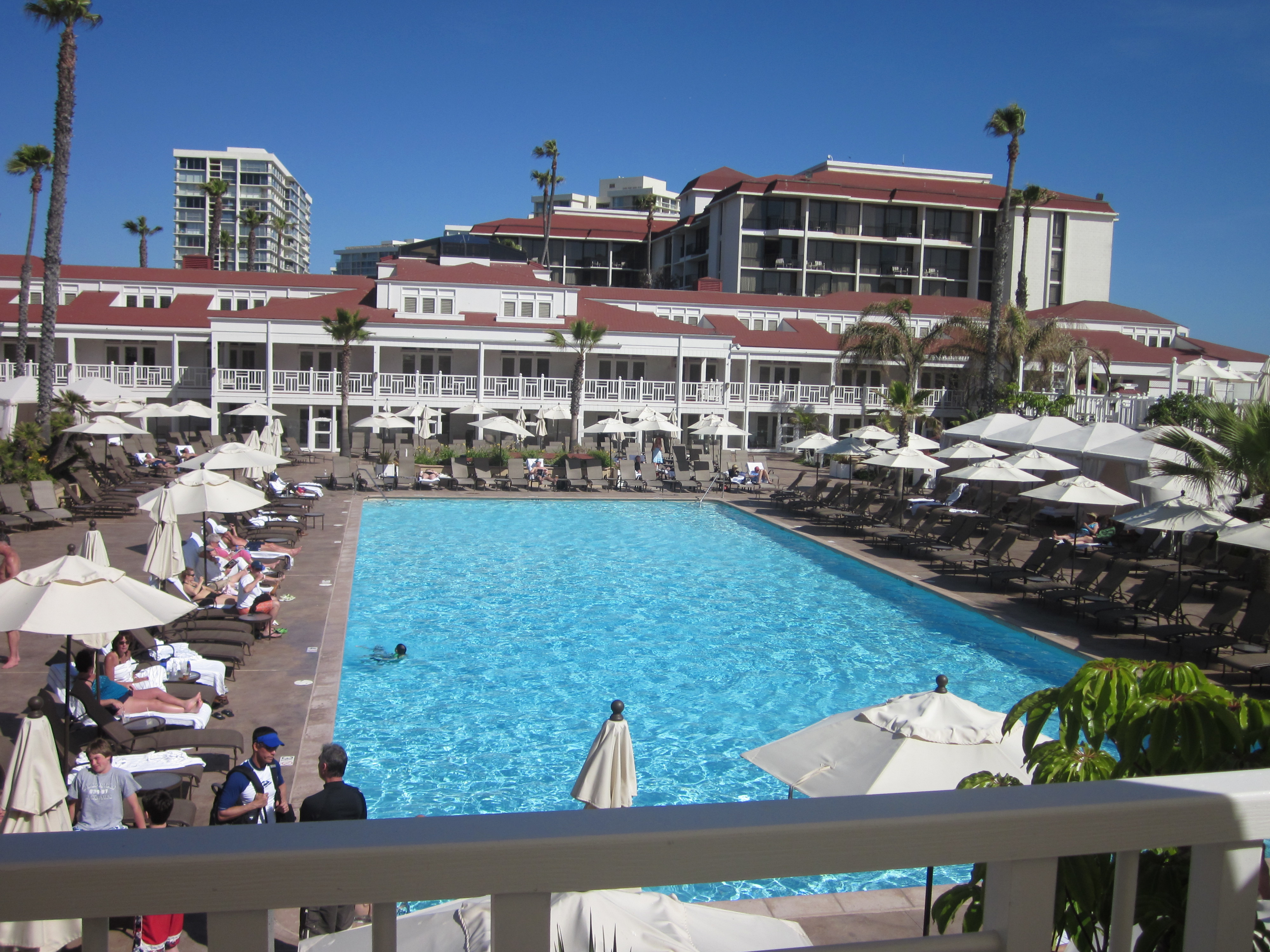
استخر هتل دل کورونادو
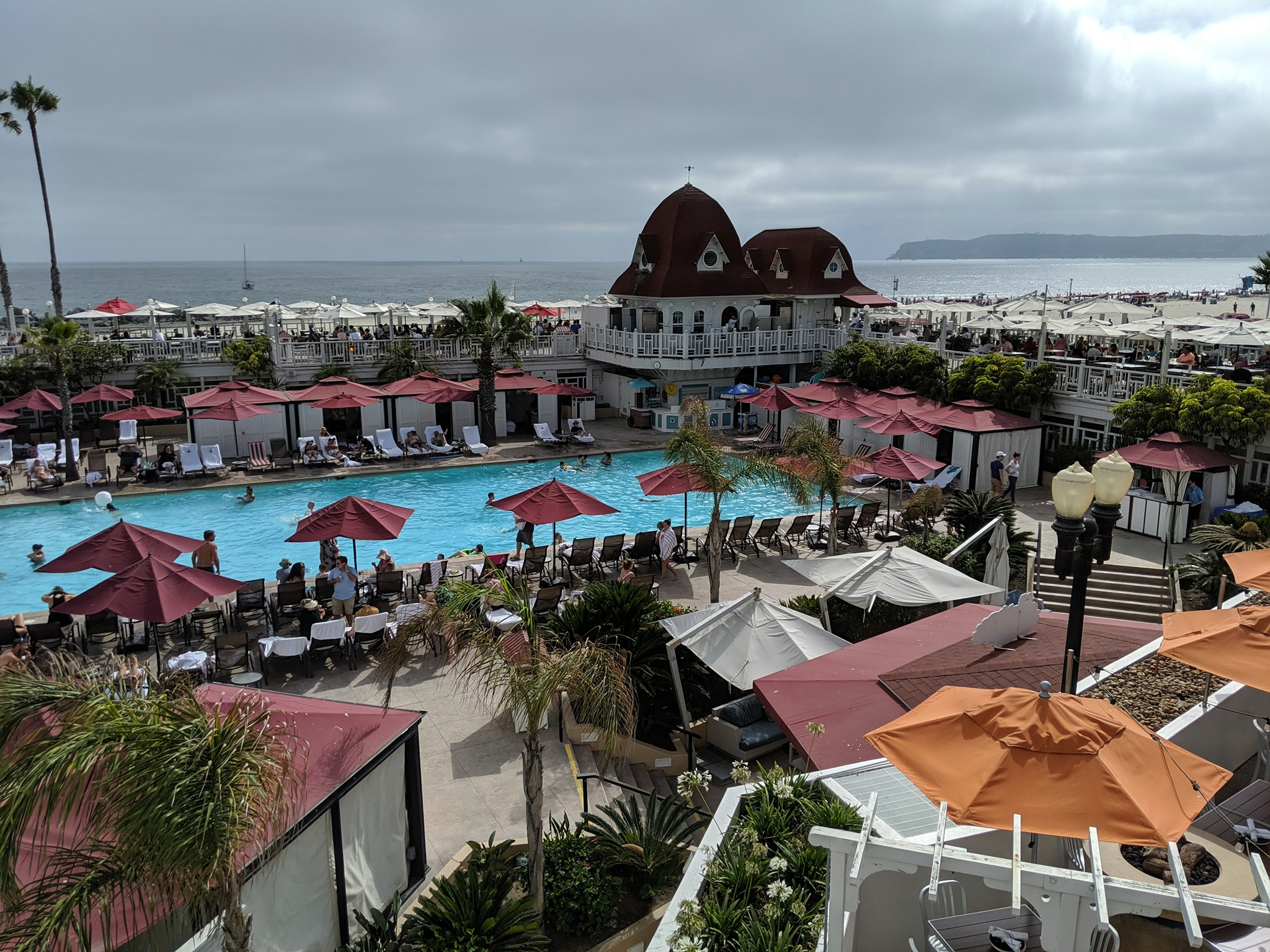
نمای استخر هتل